# Tamenglong
Tamenglong è una città dell'India di 13.130 abitanti, capoluogo del distretto di Tamenglong, nello stato federato del Manipur. In base al numero di abitanti la città rientra nella classe IV (da 10.000 a 19.999 persone).

## Geografia fisica
La città è situata a 24° 58' 0 N e 93° 32' 60 E e ha un'altitudine di 623 m s.l.m..

## Società

### Evoluzione demografica
Al censimento del 2001 la popolazione di Tamenglong assommava a 13.130 persone, delle quali 7.537 maschi e 5.593 femmine.